# 伊維特·拉布魯斯
伊維特·拉布魯斯（法語：Yvette Labrousse，1906年2月15日—2000年7月）出生於法國奧克西塔尼大區埃羅省的塞特，是1930年的法國小姐。

## 生平
她在1929年就已經成為里昂小姐，同年競爭法國小姐的頭銜時，卻因為身高過高（183公分）因而落馬成為亞軍，次年捲土重來再次參選，成功出線成為1930年的法國小姐。
1944年嫁給印度政治家阿迦汗三世。
她在2000年7月逝世，享壽94歲。